# Brodica
Brodica (en serbe cyrillique : Бродица) est un village de Serbie situé dans la municipalité de Kučevo, district de Braničevo. Au recensement de 2011, il comptait 368 habitants.

## Démographie

### Évolution historique de la population
| 1948 | 1953  | 1961  | 1971  | 1981  | 1991  | 2002 | 2011 |
| ---- | ----- | ----- | ----- | ----- | ----- | ---- | ---- |
| 667  | 1 339 | 1 594 | 1 535 | 1 482 | 1 297 | 468  | 368  |

|  |